# رسائل الحكمة
رسائل الحكمة هي مجموعة كتابات مقدسة على شكل رسائل رعوية كتبها حكماء الطائفة الدرزية الأوائل.

## الشريعة الدرزية
تعتمد الشريعة الدرزية على العديد من الكتب المقدسة منها العهد القديم والعهد الجديد والقرآن الكريم وأعمال فلسفية مثل كتابات أفلاطون وبخاصة ما تأثر بأرسطو والعديد من الديانات والفلسفات. يعتقد الدروز أنه من الضروري الاطلاع على هذه الكتب، لكن يعتمد العقال الدروز، أي من وصل إلى درجة عليا من المعرفة، على كتب متقدمة أكثر وتعلو قيمة عن هذه الكتب. وللرسائل أسماء أخرى مثل «كتاب الحكمة» و«الحكمة الشريفة». ومن الكتابات الدرزية القديمة ما يعرف بـ«رسائل الهند»، المخطوطات المفقودة، أو المغيبة، المعنونة بـ«المنفرد بذاته» و«الشريعة الروحانية» بالإضافة إلى الكتابات السجالية والجدلية.

## وصف الرسائل
ظهرت الرسائل باللغة العربية واشتملت على 111 رسالة موزعة على ستة كتب جمعها عبد الله التنوخي عام 1479م وهو من أكبر الحكماء الدروز. بحسب الموروث الشفهي، عدد الكتب هو 24 ضاع 18 منهم أو أخفيوا. أقدم الرسائل هي الرسالة السادسة وكتبها حمزة بن علي عام 1017م. ويعود له كتابة 30 رسالة في المجلدين الأولين. وآخر الرسائل هما الرسالتين 109 و 110 وكتبهما المقتنى بهاء الدين عام 1042م. 
تفتح الرسائل برسالة الوداع التي كتبها الحاكم بأمر الله يفسر بها مجهوده في مساعدة متابعيه في الوصول إلى الرفاهية والسلام الذاتي والالتزام بالحق. 

## مؤلفو الرسائل
أهم من كتب في الرسائل هم ثلاثة: حمزة بن أحمد بن علي والملقب بـ«العقل» وبـ«قائم الزمان» و«هادي المستجيبين». والثاني هو إسماعيل بن محمد التميمي الملقب بـ«النفس» وبـ«صفوة المستجيبين» وهو صهر حمزة ووكيله في الدين. والثالث هو بهاء الدين أبو الحسن السموقي الملقب بـ«التالي» وبـ«المقتني» وهو آخر الحدود الخمسة وهو أكثر من كتب من الرسائل، وفسر معظم رسائل حمزة. كما لم تذكر هوية من كتب بعض الرسائل.

## المحتوى
تحتوى الرسائل على خطابات حول الأفلاطونية المحدثة والغنوصية وكونية أفلاطون، كما تتناول صياغات لأعمال عربية متل الفارابي وبطليموس و برقليس وكتابات حول الروحانية الكونية والمعتقدات لديانات ولفلسفات عاصرت كُتابَها. كما انتقدت مواقف رجالات مرتدين أو من حاول تشويه المعتقد وتعاليمه مثل «الرد على النصيري» ومقالات المجلد الخامس من الرسائل.
كُتبت معظم الرسائل بلغة عربية مُحدثة عن العربية التقليدية تُشابه أسلوب كتابات النصارى العرب. وتُظهر هذه الأشكال شكلاً ملحوظاً من الأفلاطونية العربية الحديثة الممزوجة بالإسماعيلية كما وتتبنى بعض العناصر المسيحية.
تقدم الرسائل تَبصُرا قيما عما كان يحدث في مصر في القرن الحادي عشر الميلادي من دمج للعقل والروح نتج عن تجلى الإله للإنسان عبر الخليفة الفاطمي الحاكم بأمر الله ومريديه. وأدى هذا الدمج لنشؤ أفلاطونية عربية محدثة تخلط بين قيم الإسماعيلية وعناصر مُطوّعة من المسيحية وبالتالي كان له الأثر الكبير في تاريخ الأديان. ويستنتج من الرسائل أن الحاكم بأمر الله لم يمت لكنه تغيب عن الكون الملموس ليعود بعد زمن لإظهار حكمة الدروز وبدء العصر الذهبي للبشرية.

## روابط خارجية
- مؤسسة التراث الدرزي
- جمعية الدروز الأميركية